# Christianisme orthodoxe en Azerbaïdjan
Le christianisme orthodoxe en Azerbaïdjan est constitué de quatre juridictions indépendantes les unes des autres, principalement des arméniens de souche, des géorgiens et les russes appartenant à l'Église orthodoxe russe. 

## Communauté chrétienne albanienne-oudie
Les Oudis (près de 8 000 personnes) se considère comme les héritiers de l'Église albanienne,  ceux qui résident en Azerbaïdjan bénéficient de la reconnaissance de leur particularité ethnique et religieuse depuis l'indépendance du pays. 
Ils se concentrent surtout (près de 4 400 personnes) dans le village de Nij dans le raison de Gabala, leurs églises font l'objet de restauration aux frais de l'état, comme celle de la Vierge Marie en novembre 2020.
D'autres habitent dans la région d'Oguzskom (ainsi que dans le village d'Oktamberi en Géorgie).  
Elle ne dispose pour l'instant pas de clergé.

## Église apostolique arménienne
Ce sont les plus nombreux tous situés dans la république autoproclamée du Haut-Karabagh au sein de l'éparchie d'Artsakh dont le siège est la cathédrale Ghazanchetsots. Les arméniens qui vivaient dans le reste du pays ont tous fui.

## Église russe orthodoxe en Azerbaïdjan
L'ensemble du territoire de l'Azerbaïdjan est sous la juridiction ecclésiastique de l'éparchie russe orthodoxe de Bakou et de l'Azerbaïdjan, dont le siège est la cathédrale Saint- Myrrhophores de Bakou.
Parmi les célèbres églises russes se trouvent l'église de Michel (archange), la cathédrale Saint- Myrrhophores et la cathédrale Saint-Alexandre-Nevsky détruite par les communistes au début du XXe siècle.